# Polignano a Mare
Polignano a Mare [poliɲˈɲaːno a ˈmaːre] é uma cidade italiana de 17.797 habitantes da província de Bari, região da Puglia.
O núcleo mais antigo da cidade fica sobre um complexo rochoso voltado para o mar Adriático à 33 km ao sul da capital, de mesmo nome que a província. Em dialeto barês, a cidade é referida como Peghegnéne (IPA: ['pəgəɲe:nə]).
A economia da região é essencialmente baseada no turismo, na agricultura e na pesca. Sua grota marítima é de notável interesse ecológico, enquanto seu centro histórico e os vestígios da dominação romana são historicamente importantes. Entre as relíquias romanas, está a ponte da Via Traiana, ainda percorrível, que atravessa a Lama Monachile.
Desde 2008, Polignano a Mare tem recebido sempre a Bandeira Azul, reconhecimento dado pela Foundation for Environemntal Education às localidades costeiras européias que satisfazem os critérios de qualidade da água balneária e prestam serviços como a limpeza de praias e marinas.
Faz limite com Castellana Grotte, Conversano, Mola di Bari, Monopoli.
É a cidade natal do famoso cantor Domenico Modugno; e do jornalista esportivo Tommaso Mazzoni, que era radicado em São Paulo.  Também é a terra de San Vito, padroeiro da cidade (Polignano a Mare) e do bairro do Brás, em São Paulo.

## Demografia
| Variação demográfica do município entre 1861 e 2011                               |
|                                                                                   |
| Fonte: Istituto Nazionale di Statistica (ISTAT) - Elaboração gráfica da Wikipedia |